# Sveriges centralförening för idrottens främjande
Sveriges centralförening för idrottens främjande (SCIF) bildades den 7 maj 1897 på Stockholms slott som Sveriges allmänna idrottsförbund. Namnet ändrades till det nuvarande år 1900. 

## Historik och syfte
SCIF är en förening för att främja sport- och idrottsintresset i Sverige. Förste ordförande var Viktor Balck. Man anordnade bland annat Nordiska spelen 1901–1926 och låg bakom ansökan som ledde till att Stockholm arrangerade olympiska sommarspelen 1912.
Från 1913 till 1931 fördelades statsbidraget till svensk idrott dels genom SCIF och dels via Riksidrottsförbundet (bildat 1903), men från 1931 har Riksidrottsförbundet ensamt haft denna roll.
Numera arbetar SCIF med att främja idrotten, bland annat genom att på olika sätt redovisa idrottens historia. Föreningen har satsat på multimediaprojekt som visar stora idrottshändelser på film, i Stockholm och på flera andra platser i Sverige. Föreningen har gett ut ett antal idrottshistoriska böcker och TV-filmer om bland annat Nordiska spelen och Stockholms stadion. SCIF ger ut årsskriften Blå Boken sedan 1908, som skildrar både historiska och för respektive år aktuella idrottsfrågor.
SCIF äger och förvaltar den byggnadsminnesmärkta Tennispaviljongen – en av världens äldsta inomhusarenor för tennis som fortfarande används – och B-hallen på Södra Fiskartorpsvägen. Föreningens kansli ligger i klocktornet på Stockholms stadion.
Föreningen satsar även på idrottsmedicin bland annat genom att dela ut ett forskningspris.

## Stora priset
Sedan 1967 delar man ut "Stora priset" till "årets idrottsförbund" i Sverige.

### Pristagare
- 1967 - Sveriges Akademiska Idrottsförbund
- 1968 - Svenska Orienteringsförbundet
- 1969 - Svenska Seglarförbundet
- 1970 - Svenska Bordtennisförbundet
- 1971 - Ingen utdelning
- 1972 - Svenska simförbundet
- 1973 - Svenska Skridskoförbundet
- 1974 - Svenska Fäktförbundet
- 1975 - Svenska simförbundet
- 1976 - Svenska Cykelförbundet
- 1977 - Svenska Brottningsförbundet
- 1978 - Svenska Tennisförbundet
- 1979 - Svenska Handikappidrottsförbundet
- 1980 - Svenska simförbundet
- 1981 - Svenska Bandyförbundet
- 1982 - Svenska Kanotförbundet
- 1983 - Svenska Sportskytteförbundet
- 1984 - Svenska Skidförbundet
- 1985 - Svenska Tennisförbundet
- 1986 - Svenska Volleybollförbundet
- 1987 - Svenska Orienteringsförbundet
- 1988 - Svenska Golfförbundet
- 1989 - Svenska Bordtennisförbundet
- 1990 - Svenska Handbollförbundet
- 1991 - Svenska Motorcykelförbundet
- 1992 - Svenska Ishockeyförbundet
- 1993 - Svenska Fotbollförbundet
- 1994 - Svenska Gymnastikförbundet
- 1995 - Svenska Golfförbundet
- 1996 - Svenska Innebandyförbundet
- 1997 - Svenska Handikappidrottsförbundet
- 1998 - Svenska Handbollförbundet
- 1999 - Svenska simförbundet
- 2000 - Svenska Sportskytteförbundet
- 2001 - Svenska Friidrottsförbundet
- 2002 - Svenska Brottningsförbundet
- 2003 - Svenska Fotbollförbundet
- 2004 - Svenska Friidrottsförbundet
- 2005 - Svenska Curlingförbundet
- 2006 - Svenska Ishockeyförbundet
- 2007 - Svenska Innebandyförbundet
- 2008 - Svenska Handikappidrottsförbundet
- 2009 - Svenska Boxningsförbundet
- 2010 - Svenska Skidförbundet
- 2011 - Svenska Orienteringsförbundet
- 2012 - Svenska Basketbollförbundet
- 2013 - Svenska Ridsportförbundet
- 2014 - Svenska simförbundet
- 2015 - Svenska Triathlonförbundet
- 2016 - Svenska Cykelförbundet
- 2017 - Svenska Bilsportförbundet och Svenska Orienteringsförbundet
- 2018 - Svenska Skidskytteförbundet
- 2019 - Svenska Friidrottsförbundet
- 2020 - Ingen utdelning på grund av covid-19-pandemin
- 2021 - Svenska Orienteringsförbundet och Svenska Ridsportförbundet
- 2022 - Svenska Handbollförbundet
- 2023 - Svenska Volleybollförbundet[2]

## Prinsens plakett
Sedan 1948 delar man ut Prinsens plakett för värdefulla insatser som idrottsledare.

## Stora forskningspriset
Sedan 2000 delar SCIF ut "Stora forskningspriset" till erfaren forskare som under de senaste åren har bedrivit högkvalitativ forskning om idrott och fysisk aktivitet. 

### Pristagare
- 2000 – Professor Bengt Saltin, Köpenhamn
- 2001 – Professor Lars Petersson, Göteborg
- 2002 – Professor  Gunnar Borg, Stockholm
- 2002 – Professor Jan Lindroth, Stockholm
- 2003 – Professor Håkan Alfredson, Umeå
- 2003 – Professor Ronny Lorentzon, Umeå
- 2004 – Professor Björn Ekblom, Stockholm
- 2005 – Professor Lars-Magnus Engström, Stockholm
- 2006 – Professor Per Renström, Stockholm
- 2006 – Professor Jon Karlsson, Göteborg
- 2007 – Professor Göran Patriksson, Mölndal
- 2008 – Professor Alf Thorstensson, Stockholm
- 2009 – Professor Thomas Peterson, Malmö
- 2010 – Professor Jan Ekstrand, Linköping
- 2011 – Professor Eva Blomstrand, Stockholm
- 2011 – Professor Kent Sahlin, Stockholm
- 2012 – Professor Peter Hassmén, Umeå
- 2013 – Professor Hans-Christer Holmberg, Östersund
- 2014 – Docent Leif Swärd, Umeå
- 2015 – Professor Susanna Hedenborg, Malmö
- 2016 – Professor Angelica Lindén Hirschberg, Stockholm
- 2017 – Professor Bill Sund, Stockholm
- 2018 – Professor Jan Lexell, Lund
- 2019 – Professor Håkan Westerblad, Stockholm
- 2020 – Professor Toni Arndt, Stockholm
- 2021 – Professor Karin Redelius, Stockholm
- 2022 – Professor Håkan Larsson, Oslo/Stockholm
- 2023 – Professor Mats Börjesson, Göteborg
- 2024 – Professor Peter Schantz, Stockholm